# Terier czeski

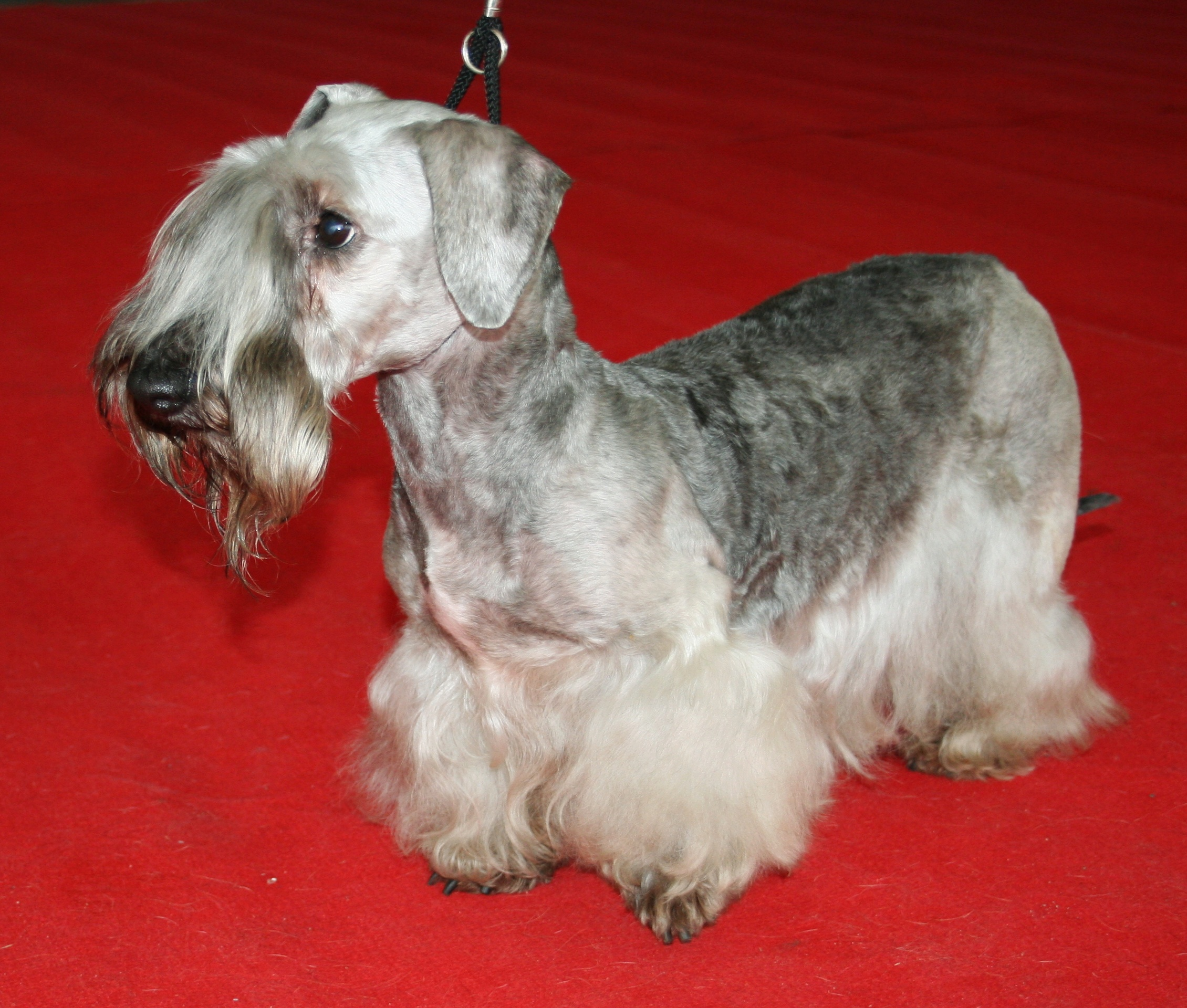
Suka teriera czeskiego o umaszczeniu szarym

Terier czeski – rasa psa, należąca do grupy terierów, zaklasyfikowana do sekcji terierów niskonożnych. Nie podlega próbom pracy.

## Wygląd

### Budowa
Ten terier krótkonożny jest dobrze zbudowany. Sylwetka prostokątna. Opadające uszy są średniej wielkości. Długość głowy w kształcie klina wynosi przeważnie 20–21 cm, natomiast jej szerokość 9–10 cm. Mózgoczaszka zwęża się stopniowo w kierunku oczu. Długość tułowia wynosi 40–43 cm.

### Szata
Sierść długa, cienka i delikatna.

### Umaszczenie
Umaszczenie szaroniebieskie (szczenięta rodzą się czarne) lub jasnokawowo-brązowe (szczenięta rodzą się czekoladowo-brązowe).

## Zachowanie i charakter
Zwinny, lubiący pracę terier czeski nie jest agresywny. Zrównoważony, łagodny i spokojny. Wesoły pies do towarzystwa, z rezerwą wobec obcych. Może być hałaśliwy. Lubi ścigać poruszające się obiekty. Pewne problemy i wady psa mogą być wyeliminowane przez odpowiednio dobrane szkolenie. Szybko się uczy.

## Użytkowość
Dawniej psy tej rasy brały udział w polowaniach na lisy i borsuki, obecnie pełni funkcje psa do towarzystwa. Obronność psa jest niewielka.

## Zdrowie i pielęgnacja
Rasa ta nie gubi włosa. Pies powinien być czesany 4 razy w tygodniu, po 20 minut. Wymaga sporo ruchu, aby nie przybierać na wadze.

### Choroby
Jedną z chorób, eliminująca z dalszej hodowli, jest scotty cramp, choroba na którą chorują również teriery szkockie, objawiająca się drżeniem kończyn, wyginaniem kręgosłupa i utratą równowagi.

## Popularność
Rasa ta jest w Polsce rzadko spotykana.